# Comuna Vișina, Dâmbovița
Vișina este o comună în județul Dâmbovița, Muntenia, România, formată din satele Broșteni, Izvoru și Vișina (reședința).

## Geografie
Comuna Vișina este așezată în sud-vestul județului Dâmbovița, în câmpia Găvanu-Burdea, la o distanță de 45 kilometri de municipiul Târgoviște, pe drumul județean DJ611 ce o leagă de satele Petrești și Șelaru.
Cele mai apropiate orașe de comuna Vișina sunt: Găești la 18 km și Titu la 36 km.
Comuna Vișina are în componență următoarele sate:
- Vișina (reședința comunei)
- Broșteni (se află la 1 km de centrul comunei)
- Izvoru (la 4 km).

Comuna Vișina are ca vecini: în nord - comuna Petrești; în sud - comuna Șelaru; în est - comunele Uliești și Corbii Mari și în vest comunele Răscăieți (fostă componentă a comunei Vișina până în 2005) și Morteni.
Suprafața comunei este de 7497 ha, din care terenuri arabile 5881 ha, pășuni și fânețe 416 ha, livezi 61 ha și păduri 647 ha.

### Relief
Relieful înclină ușor pe direcția NV-SE, direcție urmată și de apele curgătoare, lucru care este confirmat și de altitudinea relativă de 190 metri înălțime în partea de NV și 169 metri în partea de SE, înclinând spre zona de subsidență a Câmpiei Titu-Potlogi.
Înclinarea pantei câmpiei este mai accentuată în zona de NV a teritoriului comunei și devine mai domoală în partea de SE, marcând bine cumpăna de ape dintre Neajlov-Dâmbovnic.
Relieful este constituit din câmpuri interfluviale și văi fluviatile și microrelief constituit din crovuri.
Din punct de vedere hidrografic, comuna se încadrează în bazinul râului Argeș, fiind străbătută de pâraiele : Jirnov, Urlătoarea și Izvoru, colectate de Neajlov și Dâmbovnic. Pânza de apă freatică se află la o adâncime de 10-12 metri pe câmpurile interfluviale și la 2-6 metri în lunca Neajlovului.

### Clima
Comuna Vișina se integrează în specificul climei temperat continentale de tranziție, la întrepătrunderea influențelor continentale estice cu influențele oceanice vestice și submediteraneene. Invaziile de aer continental sunt mai frecvente iarna decât vara, accentuând fenomenul de secetă și diferențele de temperatură dintre iarnă și vara. Cantitatea de precipitații anuale este de 610 l/mp.

### Flora și fauna
Tipurile de sol caracteristice sunt : argiluvisolurile, solurile podzolice și brune roșcate.
Pădurile de stejar și gârniță apar în amestec cu alte specii : stejar brumăriu, stejar pufos, carpen, ulmul, teiul și frasinul. În aceste păduri se întâlnesc arbuști și subarbuști precum : păducelul, porumbarul, cornul, sângerul, alunul, socul.
O parte din vegetație a fost înlăturată de terenuri agricole pentru cultura plantelor cerealiere.
Ca specie de plantă de importantă floristică deosebită este narcisa, prezentă în rezervația naturală din lunca Neajlovului.
Fauna din zonele de pădure este reprezentată prin : cerb, mistreț, căprior, vulpe, veveriță.
Multe dintre aceste animale au dispărut sau și-au redus numărul datorită intervenției omului, prin defrișarea pădurilor sau datorită braconajului. Așa se întâmplă cu cerbul și mistrețul, care practic, nu mai există.
Păsările cele mai numeroase sunt: fazanul, sitarul, gaița, ciocârlia de pădure, privighetoarea, ciocănitoarea, pupăza, cucul, vrabia de câmp, cioara, guguștiucul.
Fauna de câmp este reprezentată de: iepure, dihor, nevăstuică, cârtiță.
Resursele naturale sunt: petrolul, gazele naturale, pășuni și fânețe naturale , terenurile arabile.

## Demografie
Componența etnică a comunei Vișina
     Români (89,86%)
     Alte etnii (10,14%)
Componența confesională a comunei Vișina
     Ortodocși (89,53%)
     Alte religii (0,68%)
     Necunoscută (9,8%)
Conform recensământului efectuat în 2021, populația comunei Vișina se ridică la 3.838 de locuitori, în scădere față de recensământul anterior din 2011, când fuseseră înregistrați 4.103 locuitori. Majoritatea locuitorilor sunt români (89,86%). Din punct de vedere confesional, majoritatea locuitorilor sunt ortodocși (89,53%), iar pentru 9,8% nu se cunoaște apartenența confesională.

## Politică și administrație
Comuna Vișina este administrată de un primar și un consiliu local compus din 13 consilieri. Primarul, Jean-Aurelian Istrate[*], de la Partidul Social Democrat, este în funcție din 2016. Începând cu alegerile locale din 2024, consiliul local are următoarea componență pe partide politice:
|  | Partid                          | Consilieri | Componența Consiliului | Componența Consiliului | Componența Consiliului | Componența Consiliului | Componența Consiliului | Componența Consiliului | Componența Consiliului |
|  | ------------------------------- | ---------- | ---------------------- | ---------------------- | ---------------------- | ---------------------- | ---------------------- | ---------------------- | ---------------------- |
|  | Partidul Social Democrat        | 7          |                        |                        |                        |                        |                        |                        |                        |
|  | Partidul Național Liberal       | 5          |                        |                        |                        |                        |                        |                        |                        |
|  | Alianța pentru Unirea Românilor | 1          |                        |                        |                        |                        |                        |                        |                        |

## Istorie
La sfârșitul secolului al XIX-lea, comuna făcea parte din plasa Neajlov a județului Vlașca și era formată din satele Vișina și Hanu lui Pală, cu 1570 de locuitori. Aici funcționau o moară cu aburi și două biserici — câte una în fiecare sat. La acea vreme, pe teritoriul actual al comunei mai funcționa și comuna Broșteni, în plasa Cobia din județul Dâmbovița, având în compunere satele Broștenii de Jos și Broștenii de Sus, cu 586 de locuitori, o moară cu aburi, o biserică și o școală.
În 1925, Anuarul Socec consemnează comuna în aceeași plasă și cu aceeași componență, populația sa fiind de 3034 de locuitori. Comuna Broșteni trecuse la plasa Găești din județul Dâmbovița, și avea în compunere satele Broștenii din Deal, Izvoru și cătunul Broștenii de Jos, cu o populație totală de 1077 de locuitori.
În 1931, comuna Vișina a trecut la județul Dâmbovița, având în compunere doar satul Vișina.
În 1950, comunele Vișina și Broșteni au trecut în administrarea raionului Găești din regiunea Argeș. În 1968, ele au revenit la județul Dâmbovița, reînființat; satele Broșteni-Deal și Broșteni-Vale au fost comasate în satul Broșteni, iar comuna Broșteni s-a desființat și a fost inclusă, alături de comuna Răscăeți, în comuna Vișina, cu satele Broșteni, Izvoru, Răscăeți, Vișina și Vultureanca. Comuna Răscăeți a fost reînființată în 2004, când satele Răscăeți și Vultureanca s-au separat de comuna Vișina și au format noua comună.

### Evenimente istorice
- Războiul de independență din 1877-1878. În acest război au participat mai mulți soldați din Vișina: Iancu Stan - sergent, Matei Dragomir, David State. În cinstea celor care au participat la război s-a ridicat un monument.

- Primul Război Mondial. La 15 august 1916 s-a semnat mobilizarea, astfel plecând toți bărbații la război, în sat rămânâd doar bătrânii, femeile și copiii. În jurul datei de 15 noiembrie 1916 au intrat în sat primele trupe de germani, care au împușcat bărbații rămași sau i-au luat prizonieri. Din Vișina au participat la război, pe frontul din Moldova, ca voluntari, chiar și copii (Maria Diaconescu - 13 ani). În bătăliile de la Mărășți, Mărășești, Oituz și-au pierdut viața : Popescu Iancu - căpitan, Dumitru Radu - sergent, Pisica Leonida - sergent, Popescu Andrei - caporal, Pană Gheorghe - soldat, Covrig Cristea - soldat, Cojocaru Dragomir - soldat. În cinstea eroilor căzuți, s-a ridicat un monument alături de cel pentru Războiul de independență.

### Descoperiri arheologice
În comuna Vișina, în urma săpăturilor efectuate, s-a conturat vechimea acestei așezări neolitice, de tip tell.
În 1980, Petru Diaconescu, Mihai Diaconescu și Constantin Tuță, profesor de istorie la Liceul Teoretic Vișina, au făcut cercetări de teren în bazinul superior al Neajlovului, descoperind :
- pe terasa dreaptă a râului Neajlov, a fost identificată o așezare, unde s-au găsit fragmente de oală cu pereții groși, din pasta cărămizie, lucrate la roată ;
- din extremitatea de NV a perimetrului locuibil al satului a fost recuperata o monedă imperiala romană, emisă de Traian ;
- în punctul ‘‘Heleșteu’’ a fost identificat un cimitir medieval ;
- la ‘‘Satul Vechi’’ s-au găsit : fragmente ceramice, străchini smălțuite cu verde și castaniu ;
- în locul numit ‘‘Măgura’’ s-au descoperit : farfurie adâncă, castron cu margine înaltă, vase cu corpul bombat, cu profilul în ‘‘s’’prelung, unelte de silex și piatră.